# Slag bij Arles (430)
De Slag bij Arles vond plaats bij Arles in 430 tussen het Romeinse leger, aangevoerd door Flavius Aetius, en de Visigoten, geleid door Anaolsus. De slag werd gewonnen door de Romeinen.

## Achtergrond
Na de dood van West-Romeinse keizer Honorius in 423 was er een machtsvacuüm ontstaan in Gallië. De Visigoten die als foederati van de Romeinen gevestigd waren in Aquitanië, probeerden in die tijd hun invloed uit te breiden in Gallië en Spanje. Zij konden vrij ongehinderd hun gang gaan, want het Romeinse leger was onmachtig om adequaat hier tegen op te treden. Pas in 430 werd door het Romeinse Rijk een leger op de been gebracht dat zich met de Visigoten kon meten. Het leger waarin ook een groot contingent Hunnen meestreed, stond onder bevel van generaal Aetius.

## De veldslag
Bij Arles in het zuiden van Gallië botsten de legers op elkaar. Het leger van Aetius versloeg de Visigoten, die weer gedwongen werden de Romeinse suprematie te erkennen.
Abrittus · Naissus · Moeresloel · Adrianopel · Frigidus · Pollentia · Verona · Florence · Arles (430) · Ravenna · Catalaunische Velden · Orléans · Urbicus · Kaap Bon · Bolia · Isonzo · Ulca · Verona  · Adda · Vouillé · Taginae · Arles (458)
Oorlogen van de Romeinse Republiek
· Romeins-Etruskische Oorlogen
· Romeins-Aequische Oorlogen
· Latijnse Oorlog
· Romeins-Hernicische Oorlogen
· Romeins-Volscische Oorlogen
· Samnitische oorlogen (Eerste, Tweede, Derde)
· Pyrrhische Oorlog
· Punische oorlogen (Eerste, Tweede, Derde)
· Illyrische Oorlogen (Eerste, Tweede, Derde)
· Macedonische Oorlogen (Eerste, Tweede, Derde, Vierde)
· Romeins-Seleucidische Oorlog
· Aetolische Oorlog
· Galatische Oorlog
· Romeinse Verovering van Hispania (Eerste Celtiberische Oorlog, Lusitanische Oorlog, Numantische Oorlog, Sertorische Oorlog, Cantabrische Oorlogen)
· Achaeïsche Oorlog
· Oorlog tegen Jugurtha
· Cimbrische Oorlog
· Servilische Oorlogen (Eerste, Tweede, Derde)
· Bondgenotenoorlog
· Sulla's Burgeroorlogen (Eerste, Tweede)
· Mithridatische oorlogen (Eerste, Tweede, Derde)
· Gallische Oorlog
· Romeinse expedities naar Britannia
· Burgeroorlog tussen Pompeius en Caesar
· Einde van de Republiek (Slag bij Mutina, Burgeroorlog tegen Brutus en Cassius, Siciliaanse Opstand, Perusiaanse Oorlog, Burgeroorlog tussen Antonius en Octavianus)
Oorlogen van het Romeinse Keizerrijk
· Germaanse Oorlogen (Teutoburgerwoud, Marcomannenoorlog, Alemannische Oorlogen, Gotische Oorlog, Visigotische Oorlogen)
· Romeinse verovering van Britannia
· Boudicca
· Armenische Oorlog
· Vierkeizerjaar
· Joodse Oorlog
· Romeins-Parthische Oorlog
· Romeins-Perzische oorlogen
· Burgeroorlogen van de derde eeuw
. Gotische oorlog (376-382)
. Gotische opstand van Alarik I
. Gildonische opstand
. Gotische oorlog (402-403)
. Pictische oorlog van Stilicho
. Oorlog van Heraclianus
. Oorlog van Radegaisus
. Rijnoversteek
. Romeinse Burgeroorlog 427-429
· Val van het West-Romeinse Rijk